# NGC 3029
NGC 3029 je galaksija u zviježđu Sekstantu.

## Vanjske poveznice
- SEDS: NGC 3029